# Xin
Xin（シン）は日本のラッパーである。宮崎県出身。Bleecker Chromeのメンバーである。
所属はAK-69が代表取締役を務めるFlying B Entertainment。

## 経歴
15歳からNYに渡り、ラップとダンス、楽曲制作を学び、2017年に帰国。
帰国後、NYで出会った仲間とBleecker Chromeを結成。
2019年にファーストEP「Born Again」をリリース。
yvyvとして盟友であるOZwolrd a.k.a R’kumaの「Peter Son feat. Maria & yvyv」に参加。
2022年には、 Bleecker Chrome として、Spotifyがセレクトする今年飛躍が期待される注目の国内新進アーティスト
「RADAR: Early Noise 2022」に選出され、テレビアニメ「新テニスの王子様 U-17 WORLD CUP」のオープニングソングも決定。
2022年4月29日（金）、ファースト・シングル「New Essencial」でAK-69の主宰事務所・Flying B Entertainmentからソロデビュー。

## ディスコグラフィ

### シングル
| タイトル      | リリース日    | 形態 | レーベル               |          |
| New Essencial | 2022年4月29日 | 配信 | Flying B Entertainment | シングル |

### 客演
| 曲名                         | 収録アルバム | アーティスト | リリース日   | レーベル         |       |
| ---------------------------- | ------------ | ------------ | ------------ | ---------------- | ----- |
| Peter Son feat. Maria & yvyv | OZWORLD      | OZworld      | 2019年6月9日 | MS Entertainment | [ 3 ] |